# Rafael Montero (Radsportler)
Rafael Montero (* 12. Juli 1913; † unbekannt) war ein chilenischer Radrennfahrer.

## Sportliche Laufbahn
Montero war im Straßenradsport aktiv. 1936 startete er bei den Olympischen Sommerspielen in Berlin. Im olympischen Straßenrennen kam er nicht ins Ziel. Die chilenische Mannschaft mit Jesús Chousal, Jorge Guerra, Manuel Riquelme und Rafael Montero kam nicht in die Mannschaftswertung. Über sein weiteres Leben und seine sportlichen Erfolge ist nichts bekannt.